# Sh2-139
Sh2-139 est une nébuleuse en émission visible dans la constellation de Céphée.
Elle est située dans la partie centrale de la constellation, juste au sud-est de l'étoile δ Cephei. La période la plus appropriée pour son observation dans le ciel du soir tombe entre les mois de juillet et décembre et elle est considérablement facilitée pour les observateurs situés dans les régions de l'hémisphère boréal, où elle se produit circumpolaire jusqu'aux régions tempérées chaudes.
C'est une nébuleuse peu connue et peu étudiée, située sur le bras de Persée à une distance d'environ 3 300 pc (∼10 800 al) au moins. Dans sa direction, trois sources de rayonnement infrarouge identifiées par IRAS et une source radio, cataloguée KR 55, ont été observées. Ce sont des indices qui suggèrent que des phénomènes de formation d'étoiles sont actifs à l'intérieur,.